# Doni (fotbalist)
Doniéber Alexander Marangon (n. 22 octombrie 1979), cunoscut ca Doni, este un fotbalist internațional brazilian care evoluează pe post de portar.

## Statistici carieră
La 1 mai 2012.
| Club              | Club              | Campionat | Campionat | Cupă    | Cupă   | League Cup | League Cup | Continental | Continental | Total   | Total  |
| Club              | Club              | Meciuri   | Goluri    | Meciuri | Goluri | Meciuri    | Goluri     | Meciuri     | Goluri      | Meciuri | Goluri |
| ----------------- | ----------------- | --------- | --------- | ------- | ------ | ---------- | ---------- | ----------- | ----------- | ------- | ------ |
| Corinthians       | 2001              | 9         | 0         | 1       | 0      | –          | –          | 4           | 0           | 14      | 0      |
| Corinthians       | 2002              | 24        | 0         | 6       | 0      | –          | –          | 6           | 0           | 36      | 0      |
| Corinthians       | 2003              | 26        | 0         | 7       | 0      | –          | –          | 5           | 0           | 38      | 0      |
| Corinthians Total | Corinthians Total | 59        | 0         | 14      | 0      | –          | –          | 15          | 0           | 88      | 0      |
| Santos            | 2004              | 0         | 0         | 0       | 0      | –          | –          | 0           | 0           | 0       | 0      |
| Santos Total      | Santos Total      | 0         | 0         | 0       | 0      | –          | –          | 0           | 0           | 0       | 0      |
| Cruzeiro          | 2004              | 6         | 0         | 4       | 0      | –          | –          | 7           | 0           | 17      | 0      |
| Cruzeiro Total    | Cruzeiro Total    | 6         | 0         | 4       | 0      | –          | –          | 7           | 0           | 17      | 0      |
| Juventude         | 2005              | 20        | 0         | 4       | 0      | –          | –          | 5           | 0           | 29      | 0      |
| Juventude Total   | Juventude Total   | 20        | 0         | 4       | 0      | –          | –          | 5           | 0           | 29      | 0      |
| Roma              | 2005–06           | 28        | 0         | 4       | 0      | –          | –          | 4           | 0           | 36      | 0      |
| Roma              | 2006–07           | 32        | 0         | 3       | 0      | –          | –          | 10          | 0           | 45      | 0      |
| Roma              | 2007–08           | 37        | 0         | 1       | 0      | –          | –          | 9           | 0           | 47      | 0      |
| Roma              | 2008–09           | 29        | 0         | 1       | 0      | –          | –          | 8           | 0           | 38      | 0      |
| Roma              | 2009–10           | 7         | 0         | 3       | 0      | –          | –          | 4           | 0           | 14      | 0      |
| Roma              | 2010–11           | 16        | 0         | 1       | 0      | –          | –          | 2           | 0           | 19      | 0      |
| A.S. Roma Total   | A.S. Roma Total   | 149       | 0         | 13      | 0      | –          | –          | 37          | 0           | 199     | 0      |
| Liverpool         | 2011–12           | 4         | 0         | 0       | 0      | 0          | 0          | 0           | 0           | 4       | 0      |
| Liverpool         | 2012–13           | 0         | 0         | 0       | 0      | 0          | 0          | 0           | 0           | 0       | 0      |
| Liverpool Total   | Liverpool Total   | 4         | 0         | 0       | 0      | 0          | 0          | 0           | 0           | 4       | 0      |
| Career totals     | Career totals     | 238       | 0         | 35      | 0      | 0          | 0          | 64          | 0           | 336     | 0      |

## Palmares
Corinthians
- Campeonato Paulista (1): 2003
- Copa do Brasil (1): 2002
- Torneio Rio-São Paulo (1): 2002

Roma
- Coppa Italia (2): 2006–07, 2007–08
- Supercoppa Italiana (1): 2007

Liverpool
- Football League Cup (1): 2011–12

Brazil
- Copa América (1): 2007